# Nilea rufiscutellaris
Nilea rufiscutellaris är en tvåvingeart som först beskrevs av Zetterstedt 1859.  Nilea rufiscutellaris ingår i släktet Nilea och familjen parasitflugor. Arten är reproducerande i Sverige. Inga underarter finns listade i Catalogue of Life.